# Anacanthobatis
Anacanthobatis is een geslacht van kraakbeenvissen uit de familie van de pootroggen (Anacanthobatidae).

## Soorten
- Anacanthobatis donghaiensis (Deng, Xiong & Zhan, 1983)
- Anacanthobatis marmoratus (von Bonde & Swart, 1923)
- Anacanthobatis nanhaiensis (Meng & Li, 1981)